# Мария фон Мекленбург (1803–1862)
Мария Луиза Фридерика Александрина Елизабет Катарина фон Мекленбург-Шверин (на немски: Marie Luise Friederike Alexandrine Elisabeth Catharina von Mecklenburg-Schwerin; * 31 март 1803, Лудвигслуст; † 26 октомври 1862, Майнинген) е принцеса от Мекленбург-Шверин и чрез женитба херцогиня на Саксония-Алтенбург (30 ноември 1848 – 3 август 1853).

## Живот
Дъщеря е на наследствения принц и наследствен велик херцог Фридрих Лудвиг фон Мекленбург-Шверин (1778 – 1819) и първата му съпруга руската велика княгиня Елена Павловна (1784 – 1803), дъщеря на руския цар Павел I (1754 – 1801) и принцеса София Доротея фон Вюртемберг (1759 – 1828). Сестра е на велик херцог Павел Фридрих фон Мекленбург-Шверин (1800 – 1842).
Мария Луиза Фридерика се омъжва на 7 октомври 1825 г. в Лудвигслуст за херцог Георг Карл Фридрих фон Саксония-Алтенбург (* 24 юли 1796; † 3 август 1853), син на херцог Фридрих фон Саксония-Хилдбургхаузен-Алтенбург (1763 – 1834) и принцеса Шарлота фон Мекленбург-Щрелиц (1769 – 1818). Те живеят в принцовия палат в Алтенбург.
Мария Луиза Фридерика умира на 26 октомври 1862 г. на 59 години в Майнинген и е погребана в Алтенбург.

## Деца
Мария Луиза Фридерика и херцог Георг Карл Фридрих фон Саксония-Алтенбург имат трима сина:
- Ернст I (* 16 септември 1826; † 7 февруари 1908), херцог на Саксония-Алтенбург (1853 – 1908), женен на 28 април 1853 г. в Десау за принцеса Агнес фон Анхалт-Десау (1824 – 1897), дъщеря на херцог Леополд IV фон Анхалт-Десау
- Албрехт (*31 октомври 1827; † 28 май 1835)
- Мориц (* 24 октомври 1829; † 13 май 1907), женен на 15 октомври 1862 г. в Майнинген за принцеса Августа фон Саксония-Майнинген (1843 – 1919), дъщеря на херцог Бернхард II фон Саксония-Майнинген